# Fonte (malabarismo)

Na fonte, cada mão joga as bolas para cima no ar e cada bola é recolhida pela mesma mão que a joga, devendo, por isso, o número de bolas sempre ser par.

No malabarismo de arremesso, a fonte é um padrão clássico de lançamento, sendo o método mais usado para fazer malabarismo com um número par de objetos. Em uma fonte, cada mão faz malabarismo separadamente, e os objetos não são jogados entre as mãos; portanto o número de bolas é sempre par, pois qualquer número de bolas em uma mão é dobrado pelo mesmo número na outra mão. Para ilustrar isso, pode-se ver que no padrão de fonte mais comum, em que quatro bolas são jogadas, cada mão faz malabarismo com duas bolas independentemente. No padrão da fonte, cada mão joga bolas para cima no ar e cada bola é recolhida pela mesma mão que a joga."
Uma fonte pode ser síncrona ou assíncrona. Em uma fonte síncrona, ambas as mãos lançam ao mesmo tempo, enquanto em uma fonte assíncrona, as mãos alternam os lançamentos. "O padrão da fonte (...) pode ser realizado de forma estável de duas maneiras (...) pode-se executar a fonte com frequências diferentes para as duas mãos, mas essa coordenação é difícil por causa da tendência dos membros de sincronizar."

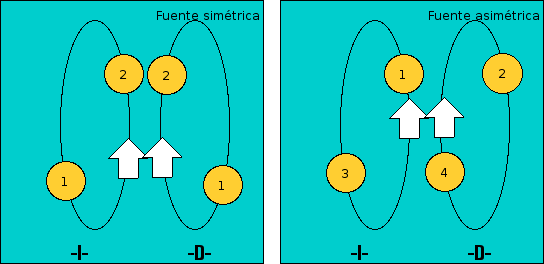
Padrões de lançamento na fonte simétrica (bolas lançadas ao mesmo tempo por ambas as mãos) e fonte assimétrica (lançamentos intercalados por cada mão).

A fonte é manuseada de forma circular, distinguindo-se do padrão de colunas. O método circular significa que as bolas manipuladas viajam em um movimento circular com as mãos do malabarista jogando a bola de um ponto próximo à linha central do corpo e pegando a bola mais longe da linha central do corpo. Esse movimento circular é chamado de 'círculos externos' e é o padrão da fonte mostrado na animação. Este método de círculo pode ser revertido para criar um padrão de 'círculo interno' em que os arremessos são de uma posição distante da linha média do corpo e as capturas são mais próximas da linha média do corpo. No método das colunas, todas as bolas viajam verticalmente para cima e para baixo em sua própria 'coluna' e são apanhadas de onde são lançadas.

## Outros padrões de fonte
Na notação siteswap, (4) é a fonte assimétrica assíncrona, (4,4) é a fonte síncrona. (4,4)(4,0) é uma fonte síncrona com uma bola faltando (duas em uma, uma na outra).
O padrão Wimpy (4x,4x) é uma versão cruzada da fonte síncrona.